# Veh-Ardashir
Veh-Ardashir (« Ville d'Ardashir »), connue aussi comme Coche, Kokhe, nouvelle Séleucie ou Mahoza est une ancienne ville sassanide située au bord de la rive ouest du Tigre, entre Séleucie du Tigre et Ctésiphon en Babylonie, à environ 35 km au sud de Bagdad. En arabe, l'ensemble de ces villes est connu sous le nom de Al-Mada'in.
Après le déclin de Séleucie du Tigre, Séleucie fut l'une des plus célèbres cités de la Mésopotamie. Au cours de la période hellénistique, beaucoup de colons de Béotie sont venus résider à Séleucie et sa région. Après la période hellénistique et pendant le règne de la dynastie sassanide, la ville a été dédiée au premier roi de cette dynastie, Ardachîr Ier.

## Histoire
La ville est fondée par Ardachir Ier (224-241), le fondateur de la dynastie perse des Sassanides. Après sa victoire contre Artaban IV, Ardachir installe le siège de son pouvoir dans l'ancienne capitale parthe Ctésiphon. Il fonde une nouvelle ville, Veh-Ardashir sur la rive opposée du Tigre, à proximité de l'ancienne capitale séleucide Séleucie du Tigre. Veh-Ardashir est occupée jusqu'au Ve – VIe siècle. Une partie est alors inondée par le Tigre dont le cours se déplace vers l'ouest. Seule la colline de Tell Baruda continue à être occupée. Le site est fouillé par des équipes allemandes entre 1928 et 1931 puis par des équipes italiennes de l'université de Milan en 1966 et 1976.
Veh-Ardashir occupe une surface 700 ha. Son plan est plus ou moins circulaire, ce type de plan est analogue à certaines autres fondations sassanides telle que la ville d'Ardashir Khurrah (« Gloire divine d'Ardashir »), à proximité Firouzabad en Iran. Veh-Ardashir est fondée à l'emplacement d'une ancienne agglomération appelée Coche (Kokhe) en araméen. Elle inclut l'ancienne citadelle appelée en aramaéen Aqra d’Kokhe et Garondagan en moyen-perse. La citadelle correspond peut-être à Tell Baruda au centre du site>. La ville possède d’autres édifices publics dont un temple du feu zoroastrien et une académie rabbinique. La ville est fortifiée par un mur en brique mesurant environ 10 m à sa base. Le mur est équipé de tours défensives tous les 30-35 m. La ville semble divisée en différents quartiers plus ou moins rectangulaires. Une grande voie de 7 m de large sépare deux des secteurs qui ont été fouillés. Différentes activités économiques se mélangent au sein d'un quartier. On a retrouvé des ateliers de verrerie et de métal dans le même secteur. Ces découvertes font écho à des descriptions du Talmud de Babylone qui décrit la présence de tailleurs, de tanneurs, d'enseignants ou d'ouvriers dans un même quartier. Coche est mentionnée par Arrien lors de la campagne de Trajan contre les Parthes. Il s'agit d'un village proche de Séleucie. La ville est refondée vers 230 par Ardachir. Lors des campagnes romaines des empereurs Carus (283) et Julien (363) contre les Sassanides, Ctésiphon et elle apparaissent comme deux villes jumelles puissamment fortifiées de part et d'autre du Tigre. Elle est apparemment prise par Carus. Ses défenses lui permettent de supporter l'attaque de Julien ainsi que les premières attaques au début de la conquête arabe.

## Communauté juive
Dans les sources classiques, la ville n'est jamais mentionnée par son nom officiel perse. Elle est toujours appelée Coche ou confondue avec l'ancienne Séleucie, située plus à l'ouest et alors en ruines. Dans les sources juives, elle est connue sous le nom de Mahoza. Ce nom vient de l'akkadien maḫāzu et signifie « la ville ». Il semble aussi connu d'Ammien Marcellin qui utilise le nom Maiozamalcha, c'est-à-dire mahoza malka, « la ville royale ». Elle abrite une importante communauté juive, bien connue par les sources rabbiniques et dont la présence est attestée archéologiquement par les bols d'incantations découverts dans la ville. Elle est le siège d'une importante académie talmudique. L'académie de Mahoza est la plus récente des académies juives de Babylonie. Elle prend de l'importance à la suite de la destruction de Nehardea et de son académie juive en 261 par les Romains. Des maîtres partent alors pour Mahoza. Au cours du IVe siècle, elle est dirigée par le docteur du Talmud Rava dont le père, Joseph bar Ḥama, vit à Mahoza. Elle attire des membres de l'académie de Poumbedita qui s'y installent après le décès d'Abaye (338). À la fin du IVe siècle, l'exilarque Mar Zutra II prend la tête d'une révolte qu'il dirige depuis Mahoza. Cette révolte intervient pendant une période de troubles au début du règne de Kavadh Ier. Selon la chronique juive du Seder Olam Zoutta, Mar Zutra dirige un état indépendant pendant 7 ans, de 495 à 502, avant d'être vaincu et mis à mort.
Le Talmud décrit une ville riche et cosmopolite. Il donne aussi des indications sur sa topographie. Il mentionne par exemple les deux ponts sur le Tigre qui la reliait à la capitale Ctésiphon. Il offre une description vivante de la vie économique et sociale de la ville. Ainsi indique-t-il que les femmes étaient effrayées par les gardes aux portes de la ville lorsqu'elles sortaient le soir pour se baigner.

## Premier siège de l'église de l'Orient
Le ruines de Kokhé ("huttes" en Araméen) témoignent de l'ancienneté de l’Église de l'Orient.
Selon Jean-Maurice Fiey, une première église y aurait été fondée entre 79 et 120,. Saint-Thomas, premier évêque de l’Église de l'Orient (selon l'une des traditions) était titulaire du siège de Séleucie-Ctésiphon (probablement Kokhé) avant de partir pour l'Inde.
D'autres traditions attribuent à Mar Addaï (Thaddée d'Édesse) la fondation de l'église de l'Orient, Mar Aggaï et Mar Mari lui succèdèrent et ce serait Mar Mari qui aurait fondé la première église de Kokhé,.
Les Catholicos de l'Orient résidèrent à Kokhé (Veh-Ardashir) de 310 à 780, la ville étant considérée comme le premier siège patriarcal de l’Église de l'Orient. L'église de Kokhé aurait été agrandie au VIe siècle par le Catholicos Mar Awa le Grand.
De nombreux missionnaires partirent de cette ville pour évangéliser la Perse, l'Inde, puis la Chine.
Le siège patriarcal fut transféré à Bagdad en 780 par Mar Thimotée Ier, mais la consécration des patriarches avait toujours lieu à Kokhé,.
Les ruines du siège patriarcal ainsi qu'une vingtaine de tombes de Catholicos étaient encore visibles sur le site en 2020. Attirant pèlerins et touristes, une restauration de ce site archéologique était envisagée en 2018, ce projet associerait communautés chrétiennes et musulmanes.